# 海老名市消防団
海老名市消防団（えびなししょうぼうだん）は神奈川県海老名市にある公的防災組織である。

## 概要
海老名市消防団は海老名市消防団に関する設置に関する条例により設置されており、
全15分団（第9分団は現在休団中、平成27年現在）で構成されている。団員数は以下の通りである。
条例定数 ： 228人
実員数 ： 195人（内訳：男性195人、女性0人）
その他
- ポンプ車 ： 14台
- 無線機 ： 携帯用無線機 31台、無線受令機 14台
- 階級別　 
  - 団長 1人
  - 副団長 2人
  - 分団長 14人
  - 副分団長 14人
  - 部長 0人
  - 班長 78人
  - 団員 86人

（平成27年4月1日現在）

## 主な行事予定
- （1月）消防出初式
- （3月・11月）春・秋火災予防運動
- （4月）辞令交付式
- （5月隔年）水防訓練
- （7月隔年）県消防操法大会
- （7月）市消防操法大会
- （11月）防災訓練
- （12月）歳末火災特別警戒

## 特徴
海老名市では、消防団は条例により消防本部とは別組織として規定されている。また部制をひいておらず、各14分団に消防ポンプ車が配備されている。
市長の下に団長及び副団長が位置し、さらにその下に各分団長、副分団長、班長、団員が位置する組織となっている。
そのため、周辺市に比べて比較的若い時期から各組織の長を務めているといった指摘もある。

## 第1分団から第15分団に関する位置と担当区域
| 名称     | 位置                           | 区域 |
| -------- | ------------------------------ | --- |
| 第 1分団 | 海老名市国分南一丁目19番32号   | 中央一丁目及び二丁目、国分南一丁目から四丁目まで、国分北一丁目から四丁目まで、望地一丁目及び二丁目       |
| 第 2分団 | 海老名市大谷北三丁目32番21号   | 大谷、大谷南一丁目から五丁目まで、大谷北一丁目から四丁目まで、国分寺台１丁目から５丁目まで、勝瀬、浜田町 |
| 第 3分団 | 海老名市中新田三丁目27番22号   | 中新田、中新田一丁目から五丁目まで                                                                       |
| 第 4分団 | 海老名市河原口二丁目22番23号   | 河原口、河原口一丁目から五丁目まで、さつき町、中央三丁目                                                 |
| 第 5分団 | 海老名市上郷一丁目15番２号     | 上郷、上郷一丁目から四丁目まで                                                                           |
| 第 6分団 | 海老名市下今泉五丁目８番59号   | 下今泉、下今泉一丁目から五丁目まで                                                                       |
| 第 7分団 | 海老名市上今泉二丁目９番28号   | 上今泉、上今泉一丁目から六丁目まで                                                                       |
| 第 8分団 | 海老名市東柏ケ谷一丁目29番     | 柏ケ谷、東柏ケ谷一丁目から六丁目まで                                                                     |
| 第 9分団 | 海老名市中河内1153番地の３     | 中河内                                                                                                   |
| 第10分団 | 海老名市杉久保北四丁目11番12号 | 杉久保、杉久保南一丁目から五丁目まで、杉久保北一丁目から五丁目まで、上河内                               |
| 第11分団 | 海老名市今里三丁目３番８号     | 今里、今里一丁目から三丁目まで                                                                           |
| 第12分団 | 海老名市社家681番地の２        | 社家 |
| 第13分団 | 海老名市中野一丁目２番２号     | 中野、中野一丁目から三丁目まで                                                                           |
| 第14分団 | 海老名市門沢橋二丁目５番29号   | 門沢橋、門沢橋一丁目から六丁目まで                                                                       |
| 第15分団 | 海老名市本郷2658番地の４       | 本郷 |